# Ernst Krenek

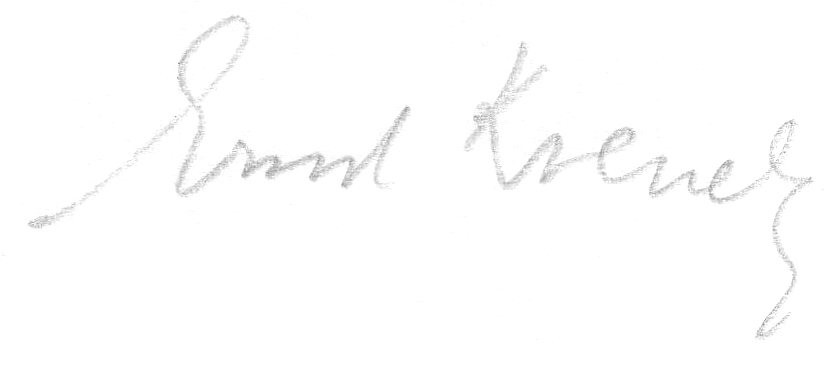
Kreneks Unterschrift (1944)

Ernst Krenek (* 23. August 1900 in Wien; † 22. Dezember 1991 in Palm Springs, Kalifornien; ursprünglich Křenek) war ein US-amerikanischer Komponist österreichischer Herkunft.

## Leben

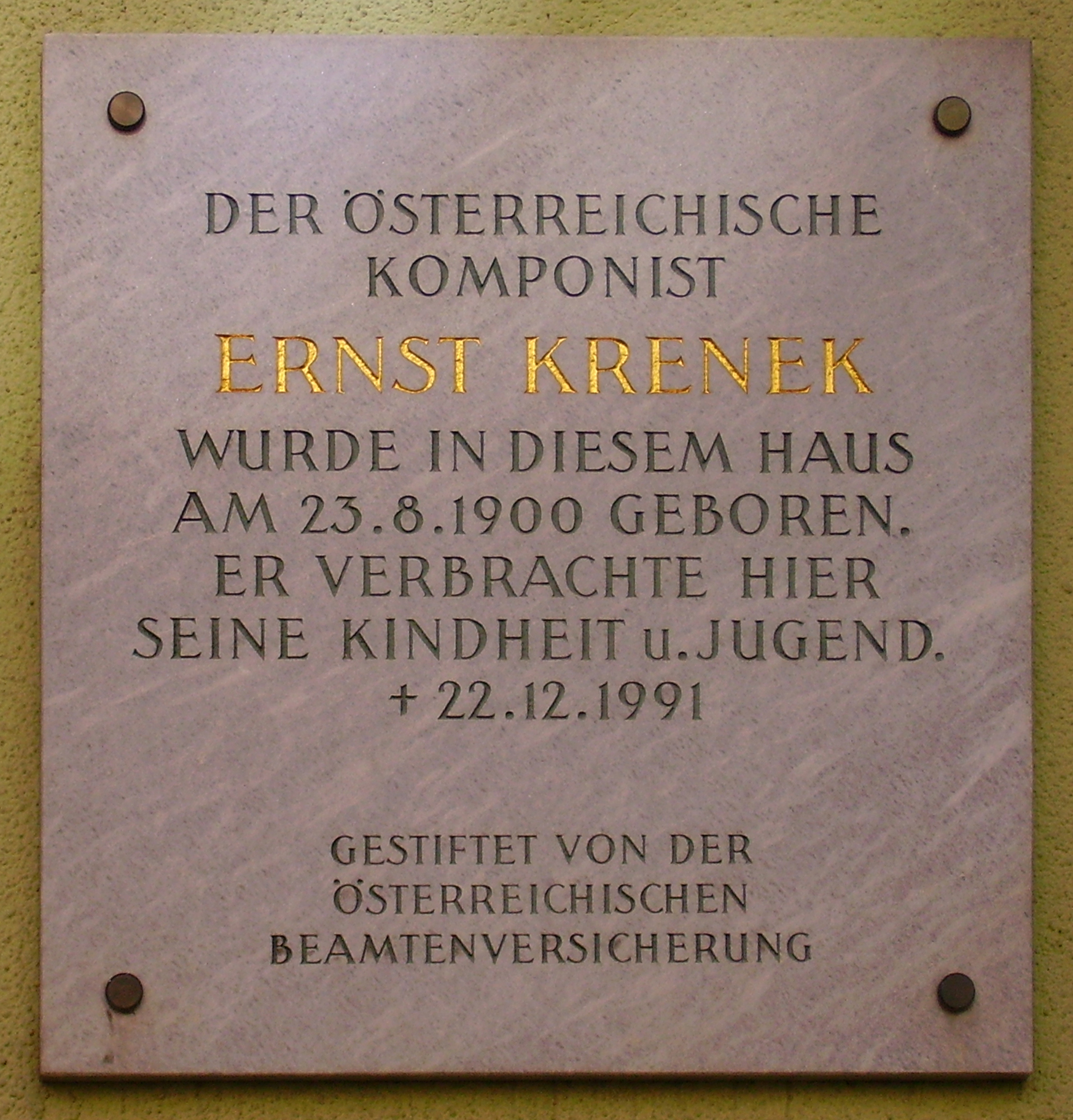
Gedenktafel an Kreneks Geburtshaus in Wien-Währing, Argauergasse 3

Ernst Krenek, Sohn eines k.u.k.-Offiziers böhmischer Herkunft, besuchte von 1911 bis 1919 das Wiener Gymnasium Klostergasse und begann schon während dieser Zeit im Alter von 16 Jahren sein Kompositionsstudium bei Franz Schreker in Wien. Nach seinem Militärdienst und einem zweisemestrigen Philosophiestudium folgte er 1920 seinem Lehrer nach Berlin, wo er bald im Kreise bedeutender Musiker wie Ferruccio Busoni, Hermann Scherchen und Eduard Erdmann verkehrte. Seine frühesten Werke sind in freier, sehr individueller Atonalität geschrieben, so die komische Oper Der Sprung über den Schatten.
1923 lernte Krenek in Berlin Anna Mahler (1904–1988) kennen, die dort ein Kunststudium begonnen hatte. Die beiden heirateten am 15. Januar 1924; sie verließ ihn im November 1924. Während dieser Zeit stellte Krenek sein Violinkonzert (op. 29) fertig. Die österreichische Geigerin Alma Moodie assistierte Krenek dabei, unterstützt von ihrem schweizerischen Mäzen Werner Reinhart. Auf dessen Anregung lebten Krenek und Mahler zeitweise in Zürich. Krenek widmete das Violinkonzert Moodie; es wurde am 5. Januar 1925 in Dessau uraufgeführt. Krenek und Moodie hatten eine Affäre.
Unter dem Einfluss Strawinskys und des französischen Neoklassizismus veränderte sich Kreneks Kompositionsstil hin zum Eingängigeren und Unterhaltsameren. Während seiner Tätigkeit von 1925 bis 1927 als Assistent von Paul Bekker, dem Intendanten der Oper Kassel, entstand so sein größter Publikumserfolg, die am 10. Februar 1927 an der Oper Leipzig uraufgeführte, so genannte „Jazz-Oper“ Jonny spielt auf. Sie war eine der meistgespielten Opern der 1920er Jahre und ein großer Publikumserfolg. Hanns Eisler nannte sie in einer Rezension im Oktober 1927 ein „langweiliges und geistloses Stück“, schrieb aber ausdrücklich, dass er Krenek ansonsten für einen sehr begabten Komponisten halte.

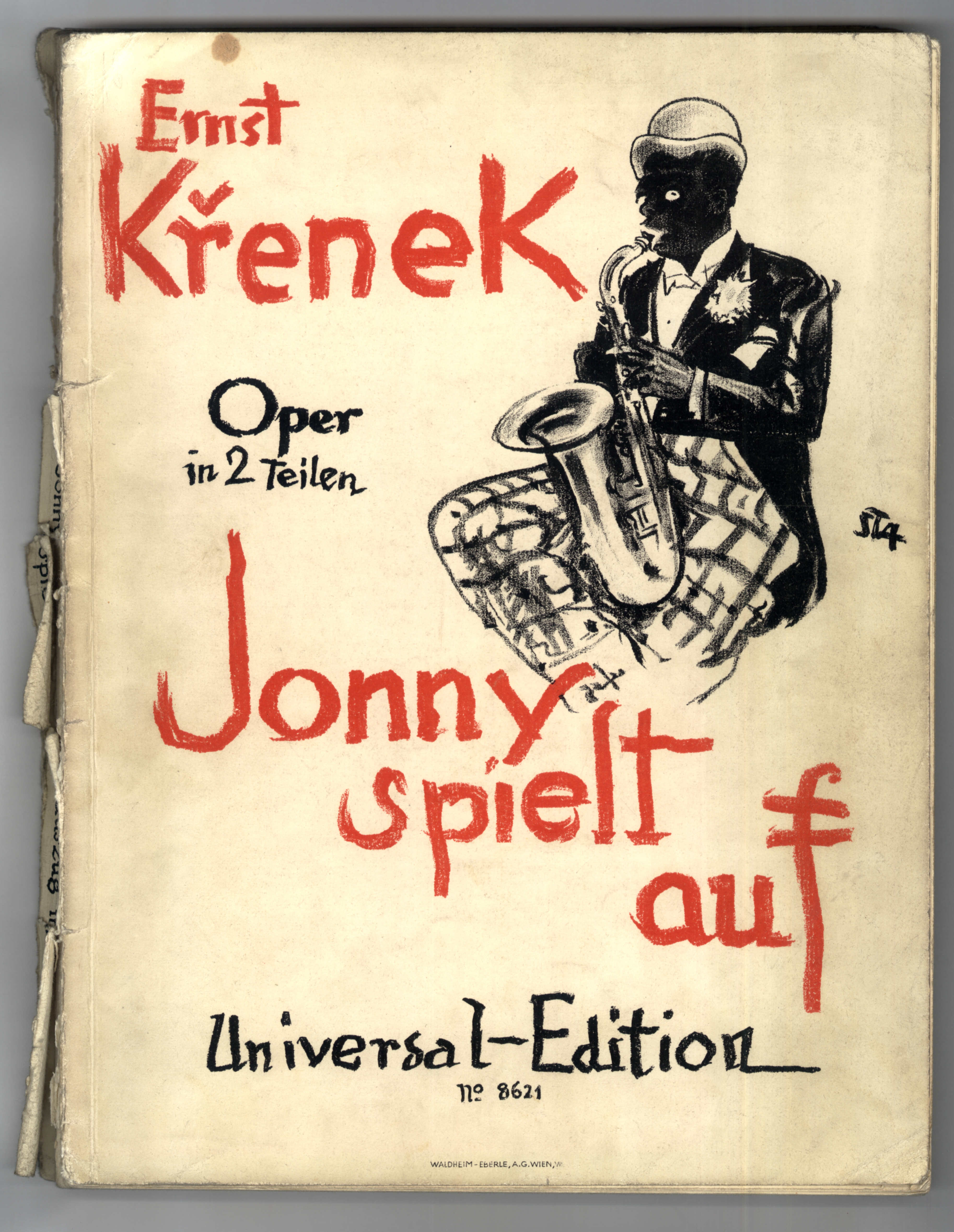
Klavierauszug zu Jonny spielt auf (Titelbild von Arthur Stadler)

Krenek blieb Assistent von Paul Bekker, als dieser von Kassel ans Staatstheater Wiesbaden wechselte. Er kehrte 1928 nach Wien zurück und heiratete am 3. September 1928 die bekannte Schauspielerin Berta Hermann (1885–1974). Wieder wandelte sich sein Kompositionsstil: er beschäftigte sich intensiv mit der Musik Schuberts und hatte eine neoromantische Phase, in deren Hochphase 1929 er die Oper Leben des Orest und den Liederzyklus Reisebuch aus den österreichischen Alpen komponierte. Im gleichen Jahr begann seine Auseinandersetzung mit der Zwölftontechnik Arnold Schönbergs, die in den folgenden Jahren sein Schaffen prägte.
Spätestens seit der Oper Jonny spielt auf war Krenek für das NS-Regime ein „Kulturbolschewist“ und nach der Machtübernahme im Januar 1933 wurden seine Werke im Deutschen Reich als „entartet“ verboten. Krenek trat nach 1930 der Katholischen Kirche bei und hatte Sympathien für den Austrofaschismus, die er auch öffentlich bekundete.
Krenek komponierte in der Zeit von 1930 bis 1933 die Zwölfton-Oper Karl V. Deren Uraufführung (geplant 1934 in der Wiener Staatsoper) wurde aus politischen Gründen verhindert und fand erst 1938 in Prag statt.
1937 reiste Krenek zum ersten Mal in die USA. Nach dem Anschluss Österreichs an das nationalsozialistische Deutschland im März 1938 entschied sich Krenek dafür, in den USA zu bleiben; er setzte seine akademische Lehrtätigkeit fort und befasste sich mit der älteren Musikgeschichte.
Ab 1939 lehrte am Vassar College in Poughkeepsie, New York; von 1942 bis 1947 lehrte er an der School of Fine Arts der Hamline University in Saint Paul, Minnesota. 1945 wurde er amerikanischer Staatsbürger. Die Schreibweise seines Namens hatte er in Amerika der Einfachheit halber von Křenek auf Krenek geändert. Von 1947 bis 1966 lebte er in Los Angeles und hielt Gastvorlesungen an diversen Universitäten. 1950 heiratete er die Komponistin Gladys Nordenstrom-Krenek (1924–2016). Zu den bedeutendsten Werken dieser Jahre gehören das Chorwerk Lamentatio Jeremiae prophetae (1941) und die Oper Pallas Athene weint (1955).

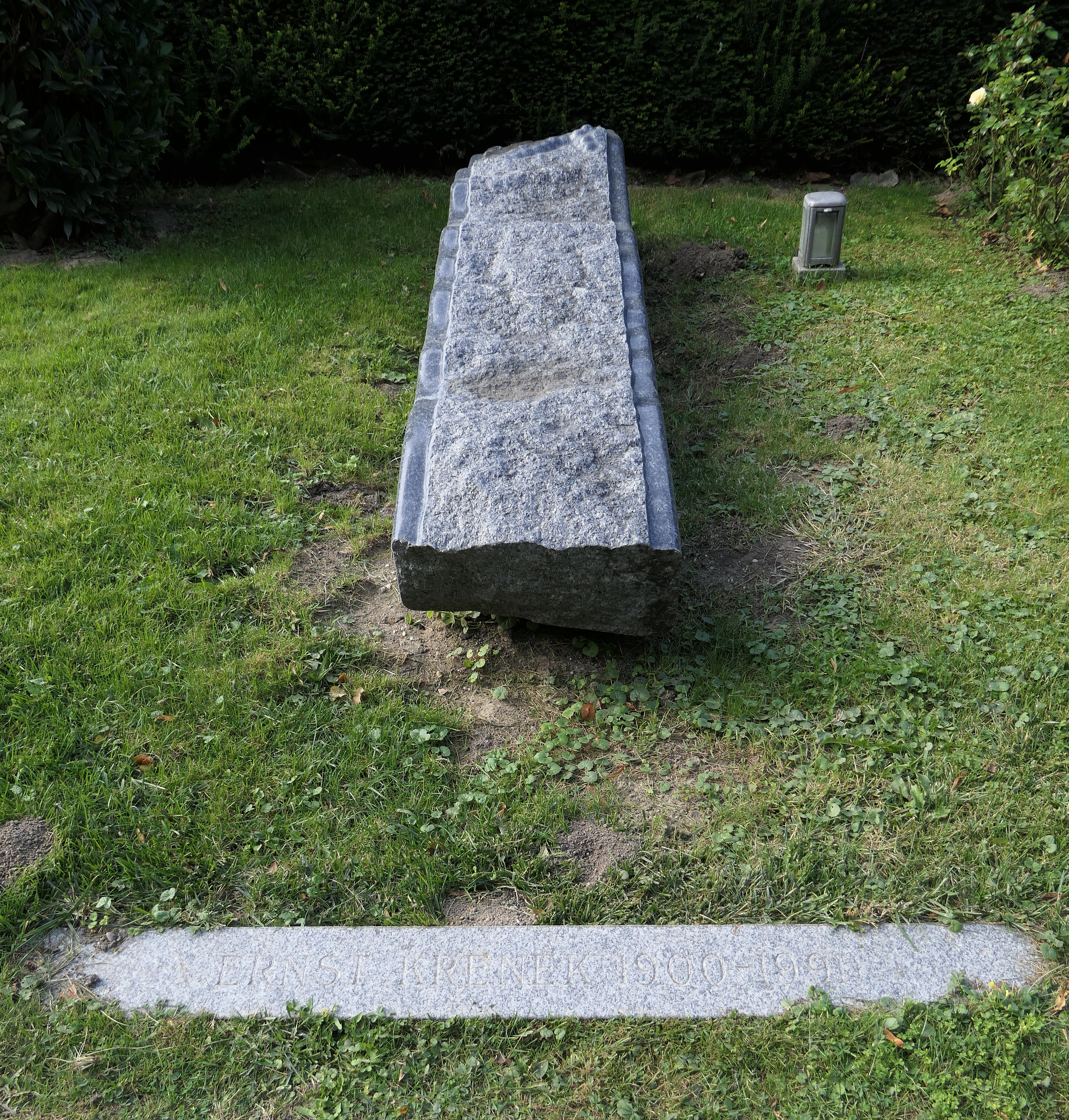
Grab von Ernst Krenek

Ungebrochen war weiterhin die Experimentierfreude Kreneks. Seit den 1940er Jahren beschäftigte er sich mit der seriellen Musik und in den 1950er Jahren fand auch die elektronische Musik in sein Schaffen Einzug, so im Pfingstoratorium Spiritus intelligentiae sanctus (1955–1956, entstanden in Zusammenarbeit mit dem Studio für elektronische Musik des WDR in Köln). 1950 kam Krenek nach Deutschland zurück und war auch wieder in Europa als Interpret seiner Werke tätig. So dirigierte er am 22. Oktober 1951 in Köln die europäische Uraufführung seines Klavierkonzerts.
1966 zog er nach Palm Springs (Kalifornien). Bis in seine letzten Lebensjahre komponierte er unermüdlich, so dass sein Œuvre die Opusnummer 242 erreichte. Sein Schaffen umfasst fast alle Stilrichtungen des 20. Jahrhunderts, und, ähnlich wie Strawinsky, erreichte er in jedem Stil eine Meisterschaft. Krenek war dabei auch im Bereich der Tonbandmusik und elektronischen Musik tätig. Zu seinem Studio gehörten zwei Buchla-Synthesizer aus dem Jahre 1967.
Ernst Krenek hinterließ ein umfangreiches literarisches Œuvre, darunter 1.000 Aufsätze und unzählige Briefe. Er trat auch als Autor der Wiener Zeitung in Erscheinung, wo er von 1934 bis 1938 für das Feuilleton breitgefächerte Beiträge zu Kulturphänomenen, Reiseberichte und Buchrezensionen verfasste. Trotz der im Austrofaschismus herrschenden Zensur lobte er in seinen Rezensionen Werke von Bert Brecht und ein frühes Werk des Marxisten Ernst Bloch.
Privat pflegte Krenek regen Austausch mit führenden Künstlern und Intellektuellen seiner Zeit wie Rainer Maria Rilke, Theodor W. Adorno, Thomas Mann, Ernst Bloch, Arnold Schönberg und Igor Strawinsky. Krenek ist auf dem Wiener Zentralfriedhof (Gruppe 33 G, Nummer 1) in einem Ehrengrab beigesetzt. Im Jahr 2011 wurde in Wien-Liesing (23. Bezirk) die Ernst-Krenek-Gasse nach ihm benannt. Ein Park in Wien-Hietzing hieß bis 2001 Ernst-Krenek-Park; seither heißt er Franz Schmidt-Park.

## Auszeichnungen
- 1951: Verdienstorden der Bundesrepublik Deutschland
- 1955: Preis der Stadt Wien für Musik[13]
- 1960: Großes Silbernes Ehrenzeichen für Verdienste um die Republik Österreich
- 1960: Goldenes Ehrenzeichen der Stadt Wien
- 1960: Wahl zum Mitglied der American Academy of Arts and Letters[14]
- 1963: Großer Österreichischer Staatspreis für Musik
- 1965: Großes Verdienstkreuz der Bundesrepublik Deutschland
- 1966: Bach-Preis der Freien und Hansestadt Hamburg[15]
- 1970: Ludwig-Spohr-Preis der Stadt Braunschweig[16]
- 1970: Ehrenring der Stadt Wien[17]
- 1975: Österreichisches Ehrenzeichen für Wissenschaft und Kunst
- 1978: Goethe-Plakette des Landes Hessen[18]
- 1980: Ehrenbürgerschaft der Stadt Wien[19]
- 1984: Ehrenbürgerschaft der Stadt New Orleans
- 1986: Ehrenmitglied der International Society for Contemporary Music ISCM[20]
- 1990: Großes Ehrenzeichen des Landes Salzburg

Anlässlich seines 85. Geburtstages stiftete die Stadt Wien zu seinem Gedenken den Ernst-Krenek-Preis.

## Werke (Auswahl)

### Kompositionen
Opern

Besetzungszettel der Uraufführung der Oper „Sardakai“

- Zwingburg. Szenische Kantate op. 14 (1922; UA 1924)
- Der Sprung über den Schatten op. 17 (1923; UA 1924)
- Orpheus und Eurydike op. 21 (1923; UA 1926)
- Bluff, Operette op. 36 (1924/1925; Ms)
- Jonny spielt auf op. 45 (1925–1926; UA 1927)
- Der Diktator op. 49 (1926; UA 1928)
- Das geheime Königreich op. 50 (1926–1927; UA 1928)
- Schwergewicht oder Die Ehre der Nation op. 55 (1926–1927; UA 1928)
- Leben des Orest op. 60 (1928–1929; UA 1930)
- Kehraus um St. Stephan op. 66 (1930, Bärenreiter; UA 1990)
- Karl V. op. 73 (1930–1933; UA 1938)
- Cefalo e Procri op. 77 (1933–1934; UA 1934)
- Tarquin op. 90 (1940; UA 1950)
- What Price Confidence? (Vertrauenssache) op. 111 (1945–1946; UA 1960)
- Dark Waters (Dunkle Wasser) op. 125 (1950; UA 1950)
- Pallas Athene weint op. 144 (1952–1955; UA 1955)
- The Bell Tower (Der Glockenturm) op. 153 (1955–1956; UA 1957)
- Ausgerechnet und verspielt op. 179 (1961; UA 1962)
- Der goldene Bock (Chrysomallos) op. 186 (1963; UA 1964)
- Der Zauberspiegel. Fernsehoper op. 192 (1966)
- Das kommt davon oder Wenn Sardakai auf Reisen geht op. 206 (1967–1969; UA 1970)
- Flaschenpost vom Paradies, Fernsehstück mit elektronischer Musik (1973, ORF Wien)

Ballette
- Mammon op. 37 (1925)
- Der vertauschte Cupido op. 38 (1925)
- Eight Column Line op. 85 (1939)

Orchesterwerke
- Sinfonie Nr. 1, op. 7 (1921)
- Sinfonie Nr. 2, op. 12 (1922, UA 1923)
- Sinfonie Nr. 3, op. 16 (1922)
- Symphonie pour instruments à vent et batterie op. 34 (1924–1925)
- Little Symphony op. 58 (1928)
- Sinfonie Nr. 4, op. 113 (1947)
- Sinfonie Nr. 5, op. 119 (1949)
- Sinfonie „Pallas Athene“. op. 137 (1954)
- Static and ecstatic op. 214 (1971–1972)

Solokonzerte
- 1. Konzert für Klavier und Orchester, op. 18 (1923)
- 1. Konzert für Violine und Orchester, op. 29 (1924), Alma Moodie gewidmet
- 2. Konzert für Klavier und Orchester, op. 81 (1937)
- Kleines Konzert für Orgel, Cembalo und Kammerorchester, op. 88 (1940)
- 3. Konzert für Klavier und Orchester, op. 107 (1946)
- 4. Konzert für Klavier und Orchester, op. 123 (1950)
- Doppelkonzert für Violine, Klavier und Kammerorchester, op. 124 (1950)
- Konzert für Harfe und Kammerorchester, op. 126 (1951)
- Konzert für zwei Klaviere und Orchester, op. 127 (1951)
- 1. Konzert für Violoncello und Orchester, op. 133 (1953)
- 2. Konzert für Violine und Orchester, op. 140 (1954)
- Konzert für Orgel und Streichorchester, op. 230 (1979)
- Konzert für Orgel und Orchester, op. 235 (1982)
- 2. Konzert für Violoncello und Orchester Nr. 2, op. 236 (1982)

Chorwerke
- Lamento della Ninfa (nach Monteverdi)
- Drei gemischte A-Cappella-Chöre, op. 22
- Die Jahreszeiten, op. 35 (1925)
- Kantate von der Vergänglichkeit des Irdischen, op. 72 (1932)
- Two Choruses on Jacobean Poems, op. 87
- Lamentatio Jeremiae Prophetae, op. 93 (1942)
- Five Prayers, op. 97
- Guten Morgen, Amerika, op. 158 (1956)
- Sechs Motetten nach Worten von Franz Kafka, op. 169
- O Holy Ghost, op. 186A (1964)

Klavierwerke
- 1. Sonate für Klavier, op. 2 (1919)
- 2. Sonate für Klavier, op. 59 (1928)
- 3. Sonate für Klavier, op. 92/4 (1943–44)
- 4. Sonate für Klavier, op. 114 (1948)
- 5. Sonate für Klavier, op. 121 (1950)
- 6. Sonate für Klavier, op. 128 (1951)
- Diverse Klavierstücke und -sammlungen: Suiten, Bagatellen, Miniaturen, Variationswerke

Kammermusik
- Serenade für Klarinette, Violine, Viola und Violoncello, op. 4 (1919)
- 1. Streichquartett, op. 6 (1921)
- 2. Streichquartett, op. 8 (1921)
- 3. Streichquartett, op. 20 (1923)
- 4. Streichquartett, op. 24 (1923)
- 5. Streichquartett, op. 65 (1930)
- 6. Streichquartett, op. 78 (1936)
- 7. Streichquartett, op. 96 (1943–44)
- 8. Streichquartett, op. 233 (1980–81)
- Trio für Violine, Klarinette und Klavier, op. 108 (1946)
- Streichtrio, op. 118 (1949)
- Fibonacci Mobile für Streichquartett, Klavier vierhändig und Koordinator, op. 187 (1964)
- Duo-Kompositionen, jeweils mit Klavier: diverse Sonaten/Suiten/Stücke für Violine, Viola, Flöte, Oboe, Klarinette, Bassklarinette, Posaune

Werke für Bläserbesetzungen
- Serenade für Klarinette und Streichtrio op. 4 (1919)[21]
- Drei lustige Märsche (Uraufführung 1926 in Donaueschingen)
- Suite 1955
- Intrada
- Flötenstück neunphasig (Flöte und Klavier)
- Alpbach-Quintett für Flöte, Oboe, Klarinette, Horn und Fagott, op. 180 (1962)

Lieder
- Lieder op. 19 nach Texten von Otfried Krzyzanowski und Friedrich Gottlieb Klopstock
- Reisebuch aus den österreichischen Alpen, op. 62 (1929)
- viele weitere Liedsammlungen

Solowerke für diverse Instrumente
- 1. Sonate für Violine solo, op. 33 (1924–25)
- Suite für Violoncello solo, op. 84 (1939)
- Sonate für Orgel, op. 92/1 (1941)
- Sonate für Viola solo, op. 92/3 (1942)
- 2. Sonate für Violine solo, op. 115 (1948)
- Sonate für Harfe, op. 150 (1955)
- Sonatina für Oboe solo, op. 156 (1956)
- Monolog für Klarinette solo, op. 157 (1956)
- Suite für Gitarre allein, op. 164 (1957), auf Anregung von Theodore Norman entstanden[22] und diesem gewidmet.[6]
- Toccata für Akkordeon, op. 183 (1962)
- Four Winds Suite für Orgel, op. 223 (1976)

### Schriften
- „Handwerk“ des Komponisten. In: Frankfurter Zeitung. Reichsausgabe vom 7. Oktober 1934, Nummer 510–511, S. 13.
- Über neue Musik. Sechs Vorlesungen zur Einführung in die theoretischen Grundlagen. Ringbuchhandlung, Wien 1937. (Reprint: Wissenschaftliche Buchgesellschaft, Darmstadt 1977.)
- Im Atem der Zeit. Erinnerungen an die Moderne. Autobiografie, übersetzt von Friedrich Saathen. Hoffmann und Campe, Hamburg 1998, ISBN 3-455-11170-X; Reprint: Braunmüller, Wien 2012, ISBN 978-3-99200-048-7 (In Kooperation mit dem Ernst-Krenek-Institut. Rev. Übersetzung von Sabine Schulte).
- Gedanken unterwegs. Dokumente einer Reise. Hrsg. von Friedrich Saathen. Albert Langen / Georg Müller, München 1959.
- Prosa, Dramen, Verse (Texte von 1925–1963). Albert Langen – Georg Müller, München / Wien 1965.
- In der Zeiten Zwiespalt. Schriften eines unbekannten Bekannten, hg. von Martina Riegler, Braumüller Verlag, Wien 2012.
- Die drei Mäntel des Anton K. / The three Overcoats of Anton K. (hrsg. v. Matthias Henke) Edition Memoria, Hürth 2020.

### Briefwechsel
- Theodor W. Adorno – Ernst Krenek: Briefwechsel 1929–1964, herausgegeben von Claudia Maurer Zenck, Suhrkamp, Berlin 2020, ISBN 978-3-518-58753-9.